# راه‌آهن اسرائیل

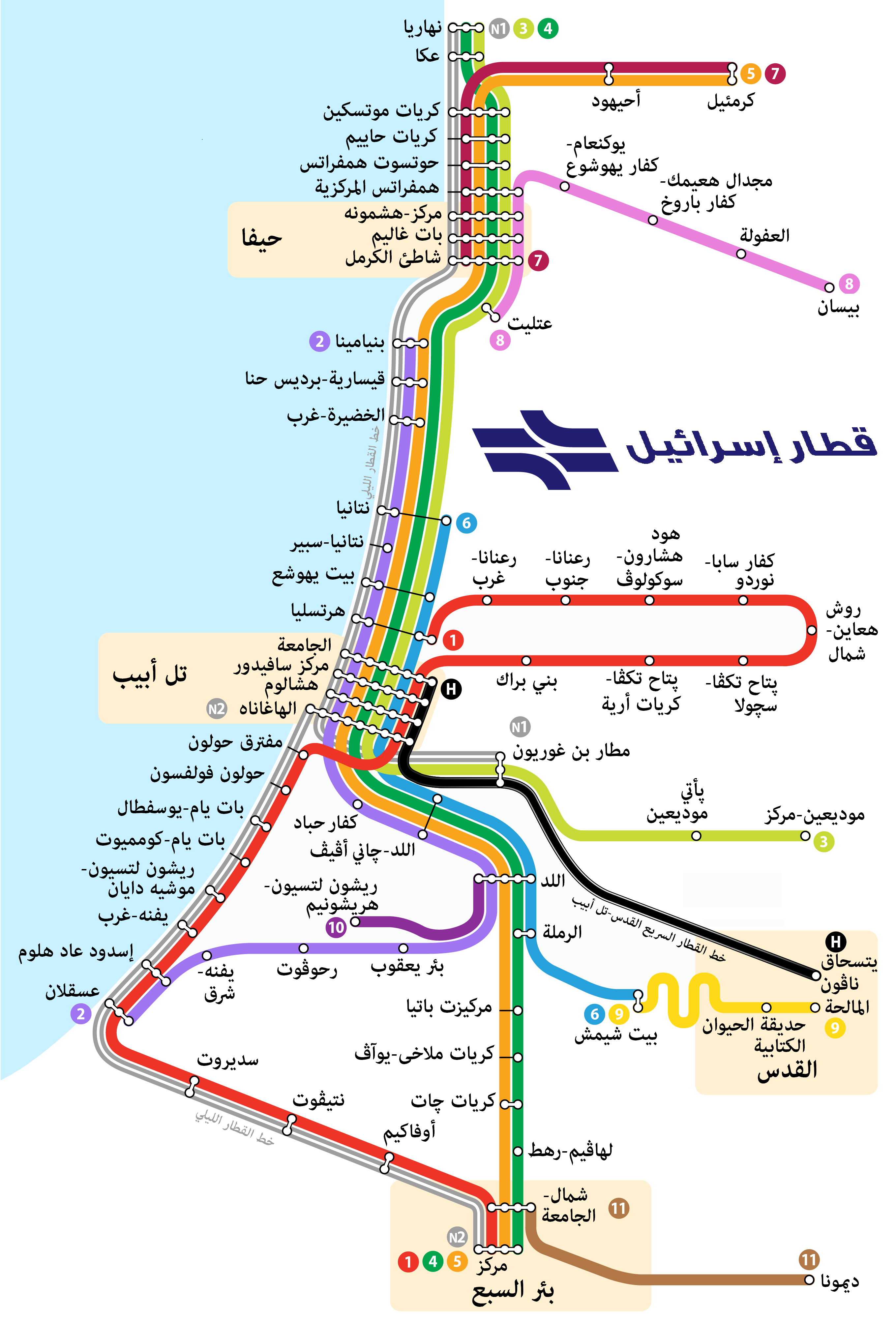
نقشه خطوط مسافری و ایستگاههای شبکه راه آهن اسرائيل (نقشه به زبان عربی)

راه‌آهن اسرائیل (عبری: רַכֶּבֶת יִשְׂרָאֵל‎) شرکت دولتی ترابری ریلی اسرائیلی است، که در سال ۱۹۴۸ تأسیس شد.